# مارکوس آگیره
مارکوس آگیره (انگلیسی: Marcos Aguirre؛ زادهٔ ۳۰ مارس ۱۹۸۴) بازیکن فوتبال اهل آرژانتین است که برای دپورتیوو پاستو در لیگ سری آ کلمبیا بازی می‌کند.